# Autumn Sky
Autumn Sky es el octavo álbum de estudio de Blackmore's Night, lanzado en 2010.
El disco está dedicado a Autumn Esmerelda Blackmore, hija de Ritchie Blackmore y Candice Night, quien nació en mayo de 2010.
Este trabajo, producido por Pat Regan, llegó al Nº 1 en el apartado "New Age Billboard Charts", y fue certificado platino en Rusia.

## Lista de canciones
1. Highland (Peter Grönvall – Nanne Nordqvist) - 5:51
2. Vagabond (Make a Princess of Me) (Candice Night – Ritchie Blackmore) - 5:24
3. Journeyman (Vandraren) (Py Backman, Helena Backman, Candice Night) - 5:42
4. Believe in Me (Candice Night – Ritchie Blackmore) - 4:27
5. Sake of the Song (Candice Night – Ritchie Blackmore) - 2:50
6. Song and Dance (Blackmore) - 2:04
7. Celluloid Heroes (Ray Davies) - 5:30
8. Keeper of the Flame (Candice Night – Ritchie Blackmore) - 4:43
9. Night at Eggersberg (Ritchie Blackmore) - 2:16
10. Strawberry Girl (Candice Night – Ritchie Blackmore) - 4:07
11. All the Fun of the Fayre (Candice Night – Ritchie Blackmore) - 3:56
12. Darkness (Tradicional/Ritchie Blackmore) - 3:22
13. Dance of the Darkness (Tradicional/Ritchie Blackmore) - 3:36
14. Health to the Company (Tradicional/Ritchie Blackmore) - 4:20
15. Barbara Allen (Tradicional/Ritchie Blackmore) - 3:41

## Personal
- Ritchie Blackmore - guitarras, percusión renacentista, nyckelharpa, hurdy gurdy, mandola, mandolina
- Candice Night - voz, penny whistle, gemshorn, rauschpfeife, shawms, bombarda
- Bard David of Larchmont - teclados, coros
- Gypsy Rose - violín, armonías vocales
- Earl Grey of Chimey - bajo, guitarra rítmica
- Squire Malcolm of Lumley - percusión y batería
- Albert Danneman - instrumentos de viento renacentistas, coros